# Homatropina
La homatropina en un medicamento que actúa mediante inhibición de los receptores de la acetilcolina. Bloquea la acción del sistema nervioso parasimpático y es un fármaco parasimpaticolítico.
Se utiliza en forma de gotas oftálmicas para producir cicloplegia (parálisis de la acomodación) y midriasis (dilatación de la pupila). Está emparentado con otros medicamentos que pertenecen a su misma familia terapéutica y tiene iguales indicaciones, como la atropina, escopolamina, tropicamida y ciclopentolato.